# Saffran zu Pfannberg

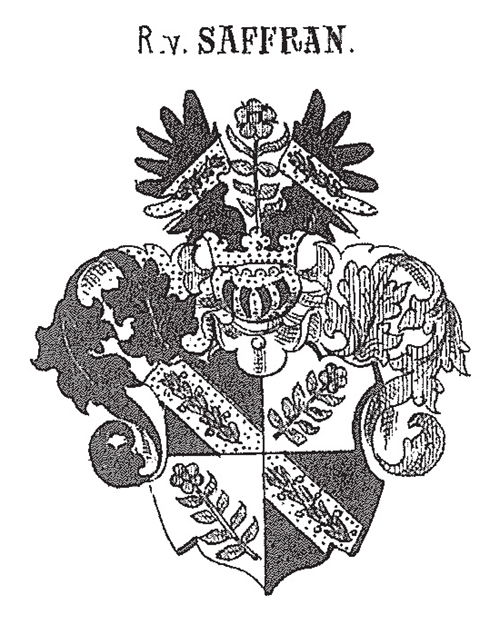
Wappen der Ritter von Saffran

Die Saffran zu Pfannberg (auch Safran, Saffron und Safron) waren ein aus der Steiermark und Kärnten stammendes und in Böhmen begütertes Adelsgeschlecht, welches 1711 in den Reichsritterstand mit Edler von und 1739 in den erbländisch-österreichischen Freiherrnstand erhoben wurde.

## Geschichte
Gregor Saffran besitzt 1490 eine Schwaig im Bodental, heute Gasthof Sereinig, 1524 wird sie als Mathy Safferan Schwayger bezeichnet. 1541 waren die Brüder Leonhard und Lorenz die Saffran Schwayge.
Lorenz Ignaz Saffran, niederösterreicher Hof-Kammerprocurator, wurde 1711 in den Reichsritterstand mit dem Zusatz „Edler von“ aufgenommen. Lorenz Ignaz war Anfang des 18. Jahrhunderts in Wien kaiserlicher Hof-Fiscal und Hof-Cammerrath. Er war vermählt mit Dorothea Ursula, geborene von Ketten.
Sein Bruder Friedrich diente als Rittmeister im Kaiserlich Alt-Darmstädtischen Kürassier-Regiment.
Franz Anton von Saffran, der Sohn von Lorenz Ignaz, war seit 1723 ebenfalls kaiserlicher Hofkammerrat und Referendarius. Er wurde am 16. April 1733 in die steyrische Landmannschaft aufgenommen. 1739 erhielt er   ein Bestätigungsdiplom als Reichsritter mit dem Beisatz: „Edler Herr“, im selben Jahr wurde er in den Freiherrenstand erhoben. 1742 wurde Franz Anton von Safron in die Landstände des Herzogtums Kärnten aufgenommen.
Die Familie war in Böhmen und Steiermark begütert (u. a. Pfannberg, Schloss Frondsberg, Kellerhof in Hausmannstätten) und brachte die Herrschaft der ausgestorbenen Grafen von Spanberg an sich. Franz Anton von Saffran erwarb 1736 Herrschaft und Burgruine Pfannberg von den Jöchlingern. In Grafendorf, das mittlerweile Neu-Pfannberg genannt wurde, richtete er die Herrschaftsverwaltung ein. Sein Sohn Johann Nepomuk verkaufte die Herrschaft 1769 an Johann Paul von Wildburg.
Im Jahre 1840 gelangte das Schloss Pöls in den Besitz der Familie, bis es 1854 von Friederike, Herzogin von Oldenburg – verehelichte Freifrau von Washington, erworben wurde.
Emanuel Freiherr von Saffran war 1857 Oberstlieutenant im k.k. Adjutantencorps, Vorstand der 1. Abteilung bei dem Landes-Generalkommando in Wien, später Generalmajor. Er war Ritter 3. Klasse des Österreichisch-kaiserlichen Orden der eisernen Krone.

## Wappen
Ein vierfeldiger Schild, im 1. und 4. schwarzen Feld mit einem goldenen Balken eine Safran-Blume, im 2. und 3. weißen Feld eine rote Rose mit grünen Blättern auf dem Stengel. Helmzier auf dem gekrönten Helm sind zwei schwarze Adlerflügel, mit einem goldenen Balken und der Safran-Blume und dazwischen die Rose mit grünen Blättern aufrecht stehend (wie im Wappen).